# Reiterswiesen
Reiterswiesen ist ein Gemeindeteil der Großen Kreisstadt Bad Kissingen im unterfränkischen Landkreis Bad Kissingen in Bayern.

## Geographische Lage
Das Kirchdorf Reiterswiesen liegt an der Ostseite Bad Kissingens Finsterberg, auf dem sich Reste des vom Badearzt Franz Anton von Balling angelegten Ballinghains befinden; nördlich von Reiterswiesen liegt der Stationsberg. In Reiterswiesen befindet sich der Lollbach, der in den Bad Kissinger Stadtteil Arnshausen fließt.
Die Durchfahrtsstraße von Reiterswiesen startet an der Bad Kissinger Umgehungsstraße und führt nach dem Ortsausgang des Gemeindeteils als Kreisstraße KG 6 nach Eltingshausen; die von der KG 6 abzweigende KG 8 führt u. a. zur Schwarzen Pfütze, nach Rannungen, Maßbach und Thundorf i.UFr.

## Geschichte

### Anfänge
Die ältesten Spuren von Besiedelung in der Gemarkung Reiterswiesen stammen in Form von Pfeilspitzen, Tonscherben und Steinwerkzeugen aus der Jungsteinzeit. Der durch hier siedelnde Bandkeramiker ausgeübte Ackerbau erforderte eine vorübergehende Sesshaftigkeit; hinzu kam dann Viehhaltung. Aus der Glockenbecherkultur stammt eine auf dem Reiterswiesener Finsterberg gefundene Streitaxt aus Basalt. Dreißig am Beilberg gelegene Hünengräber stammen höchstwahrscheinlich aus der Hallstattzeit. Zahlreiche in der Gemarkung Reiterswiesen gefundene Scherben keltischen Ursprungs entstammen der Latènezeit.
Während der römischen Kaiserzeit ging der keltische Anteil an der Bevölkerung zugunsten elbgermanischer Einwanderer zurück; im Lauf des 5. Jahrhunderts stieg der Anteil von Thüringern in der Bevölkerung, die aber – ebenso wie die elbgermanischen Alamannen – durch die Schlacht an der Unstrut in Sachsen gegen König Theuderich I. im Jahre 531 durch die Franken ein Stück weit verdrängt wurden.
Der fränkische Einfluss verstärkte sich im Jahre 741 durch die Gründung des Bistums Würzburg.
Reiterswiesen ist für den 4. März 1234 das erste Mal schriftlich verbürgt. Die damalige Bezeichnung Ritanswiesen bezieht sich aller Wahrscheinlichkeit nach auf eine Person namens R(a)itant, der für die Zeit zwischen 802 und 837 in der Region dreimal urkundlich erwähnt wird. Diese Vermutung wird gestützt durch die Tatsache, dass, durch die Genitivform des Namens bedingt, für die Zeit der Ersterwähnung (1234) eigentlich die Schreibung Ritan(t)eswisen zu erwarten gewesen wäre; mit Ritanswiesen hat man sich bei der Ersterwähnung aber an die Schreibweise des 9. Jahrhunderts gehalten.
Der heutige Spitzname für die Reiterswiesener Einwohner, Linsenspitzer, stammt aus der Zeit, als die Bauern des Ortes Linsen anbauten. Demnach verbrachten die Reiterswiesener Bauern die Sonntage auf den Feldern und schauten den Linsen beim Wachsen zu. Wenn Auswärtige vorbeikamen und mit einem ironischen Unterton fragten: „Was machen die Linsen?“, so lautete die Antwort des hiesigen Bauern: „Sie spitzen schon!“.

### Mittelalter

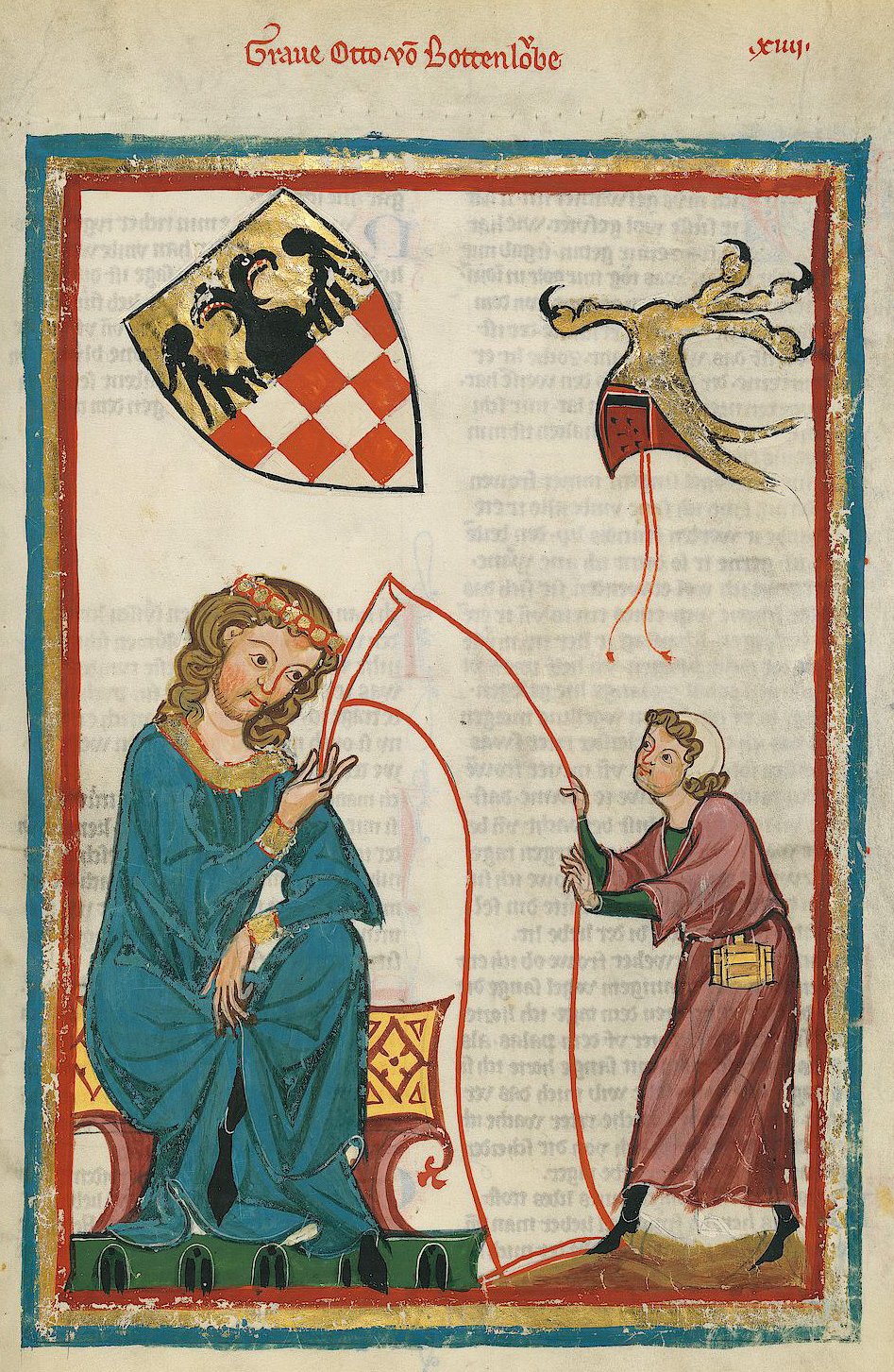
Graf Otto von Botenlauben (links)

Der früheste Nachweis für die Herrschaft der Henneberger in der Region und damit auch über Reiterswiesen stammt aus dem Ende des 11. Jahrhunderts. Möglicherweise war es auch deren Burggraf Berthold I., der mit dem Bau der wahrscheinlich im 12. Jahrhundert entstandenen Burg Botenlauben begann. Für das Jahr 1206 ist der Henneberger Burggraf Otto I. in einer Würzburger Urkunde als „Otto de Bodenlouben“ verbürgt. Nach langen Wanderjahren ließ er sich gemeinsam mit seiner Gattin Beatrix von Courtenay, die er während seines Aufenthalts im Orient im Anschluss an den gescheiterten Kreuzzug Heinrichs VI. kennengelernt hatte, im Jahre 1220 auf der Burg nieder. 1231 – dem Todesjahr von Ottos Cousine, der Heiligen Elisabeth von Thüringen – begannen Otto und Beatrix mit dem Bau des Klosters Frauenroth (der Sage nach hatte Beatrix versprochen, an dem Fundort ihres vom Winde fortgewehten Schleiers ein Kloster zu errichten). Nach dem Eintritt ihres Erben, ihres Sohnes Otto II., in den Deutschen Orden verkauften Otto und Beatrix am 4. März 1234 die Botenlaube an den Bischof Hermann I. von Lobdeburg. Durch den Verkauf konnten Otto und Beatrix den Unterhalt des Klosters Frauenroth finanzieren. Nach Erwerb der Burg errichtete der Bischof das Amt Botenlauben, um die hennebergische Vormachtstellung einzugrenzen.
Aus Geldnot wurden Amt und Burg im Lauf der nächsten Jahrhunderte von den Würzburger Fürstbischöfen mehrfach verpfändet. In dieser Zeit kam es im Jahr 1402 zu gewaltsamen Auseinandersetzungen durch die von-Hutten-Brüder, die vom Fürstbischof wegen Unterdrückung ihrer Untertanen abgesetzt worden waren und aus Rache mehrere Raubzüge auch im Amt Bodenlauben unternahmen.
Während die Bewohner des unterhalb der Burg gelegenen Weilers Unterbotenlauben wahrscheinlich die Gottesdienste in der Burgkapelle der Bodenlaube besuchten, ist über die frühmittelalterliche Situation in Reiterswiesen nichts bekannt. Erst aus dem Jahr 1464 stammt die Aussage von Peter von Herbilstadt, Amtmann der Bodenlaube, dass unter Graf Friedrich I. von Henneberg (1402–1422) Gläubige u. a. aus Reiterswiesen den Gottesdienst in einer den Aposteln Petrus und Paulus geweihten Kirche im Nachbardorf Arnshausen besuchten, das um 1230/1240 unter Einfluss des Hochstifts Würzburg zum festen Kirchdorf geworden war. Da die Stadt Kissingen ab 1394 zum Hochstift gehörte und an Bedeutung gewann, wurde die Pfarrei Arnshausen 1464 aufgelöst; zu deren letzten bekannten Pfarrern gehörten, so Peter von Herbilstadt, u. a. ein Johannes Mörlein und ein Peter von Werpergshausen. An die Zeit der gemeinsamen Pfarrei von Reiterswiesen und Arnshausen erinnert eine Verbindungsstraße, die heute als „Totenweg“ bekannt ist und damals dem Transport der Verstorbenen aus Reiterswiesen zum Friedhof von Arnshausen diente.

### Reiterswiesen zu Beginn der Neuzeit
Später wurde Reiterswiesen auch vom Bauernaufstand von 1525 sowie seiner blutigen Niederschlagung in Mitleidenschaft gezogen. Mit dem Bauernaufstand begann der Zerfall der Burg Botenlauben zur Ruine, nachdem sie von Bauern aus Aura an der Saale gestürmt worden war (der Sage nach wurden die Bauern vom verräterischen Burgkoch eingelassen, die diesen blendeten und umbrachten; seitdem soll sein Geist in stürmischen Nächten auf der Burg herumirren und auf seinem Holzbrett hacken). Die Kapelle im Nordturm scheint auch nach dem Bauernaufstand unbeschadet geblieben zu sein, denn aus dem Jahr 1584 ist eine Verpflichtung des Kissinger Pfarrers bekannt, pro Woche zwei Messen auf der Bodenlaube zu lesen.
Zwischen 1573 und 1617 erließ Fürstbischof Julius Echter von Mespelbrunn mehrere Verordnungen, u. a. in Bezug auf Holzschlagen im Wald, die Einrichtung einer Dorfwacht, das Benutzen von Feuer sowie die Bewirtschaftung der Ackerflächen.
Auf Grund zweier geistlicher Rechtsprechungen (von 1584 und 1595), einer Aussage vom Pfarrverweser Wolfgang Scharpff (von 1598) sowie Einträgen im Bibra'schen Lehnbuch (1603) und der Kirchenmatrikel (1620) lässt sich die Existenz einer dem heiligen Laurentius von Rom geweihten Kirche vermuten. Diese war jedoch bald zu klein sowie zu dürftig ausgestattet, so dass Fürstbischof Julius Echter von Mespelbrunn im Oktober 1607 die Anweisung zu einem Kirchenneubau erteilte. Im Jahr 1608 fand die Weihe der neuen, ebenfalls dem Heiligen Laurentius geweihten Kirche statt. Der Kissinger Pfarrer sollte abwechselnd in Reiterswiesen und Arnshausen Gottesdienst halten.
Nach weiteren Verwüstungen im Dorf und auf der Bodenlaube durch den Zweiten Markgrafenkrieg fielen von September 1610 bis August 1611 115 Einwohner aus Reiterswiesen und Arnshausen zum Opfer. In der Reiterswiesener Kirchenmatrikel von 1610 bis 1702 sind die der Pest zum Opfer gefallenen Reiterswiesener ausführlich verzeichnet.
Die Kirchenmatrikel dokumentiert auch die Auswirkungen des Dreißigjährigen Krieges. So wird berichtet, dass im September und Oktober 1632 aus Furcht vor schwedischen Truppen Bestattungen ohne Priester stattfanden. Eine weitere Pestepidemie erfolgte – während des Krieges – im Jahre 1634. Für das Jahr 1637 berichtet der Kissinger Pfarrer Pistorius von einer unermesslichen Hungersnot, während derer sich die Menschen gezwungen sahen, sich von Hunden und Katzen zu ernähren.

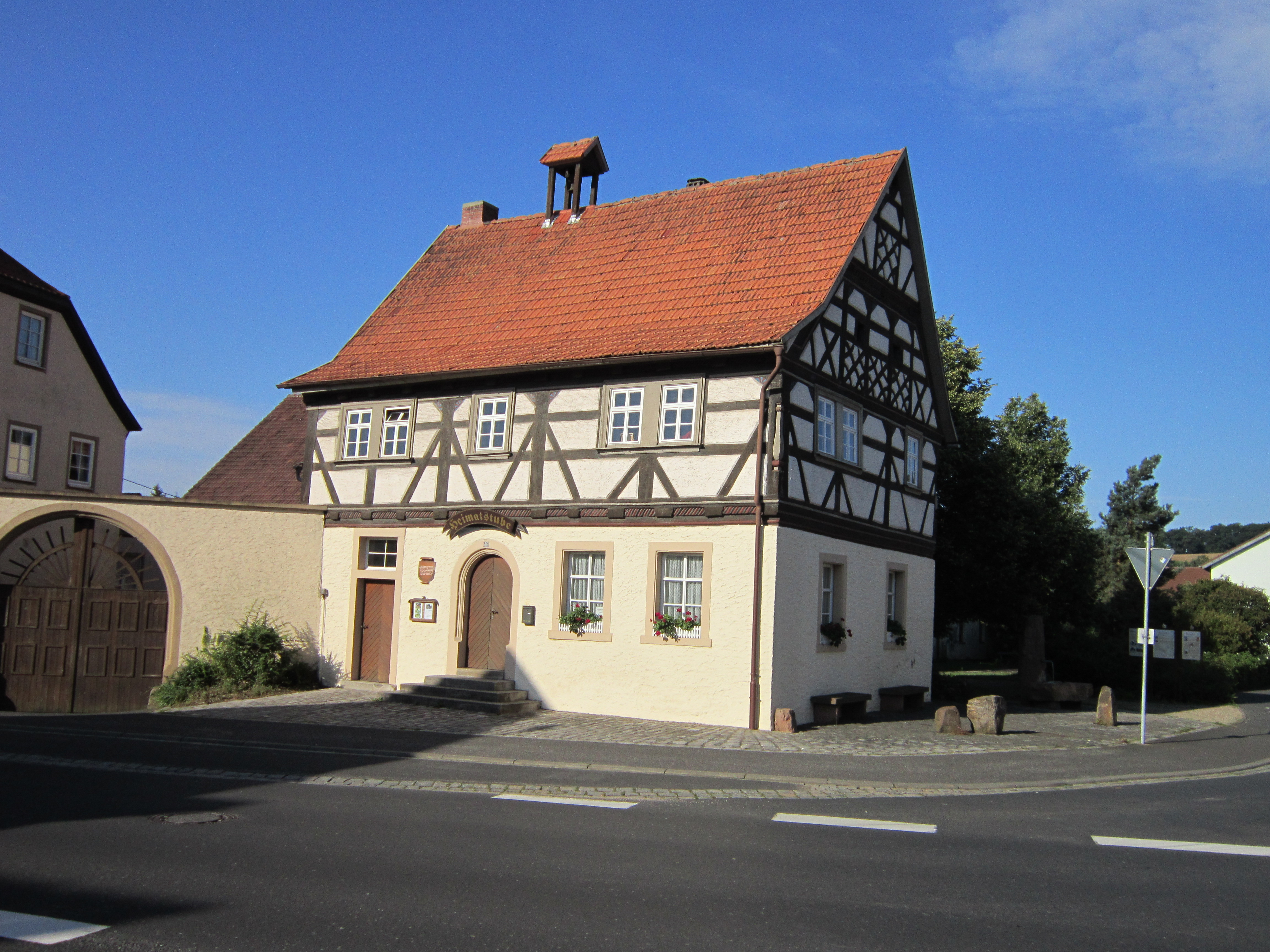
Ehemaliges Rathaus

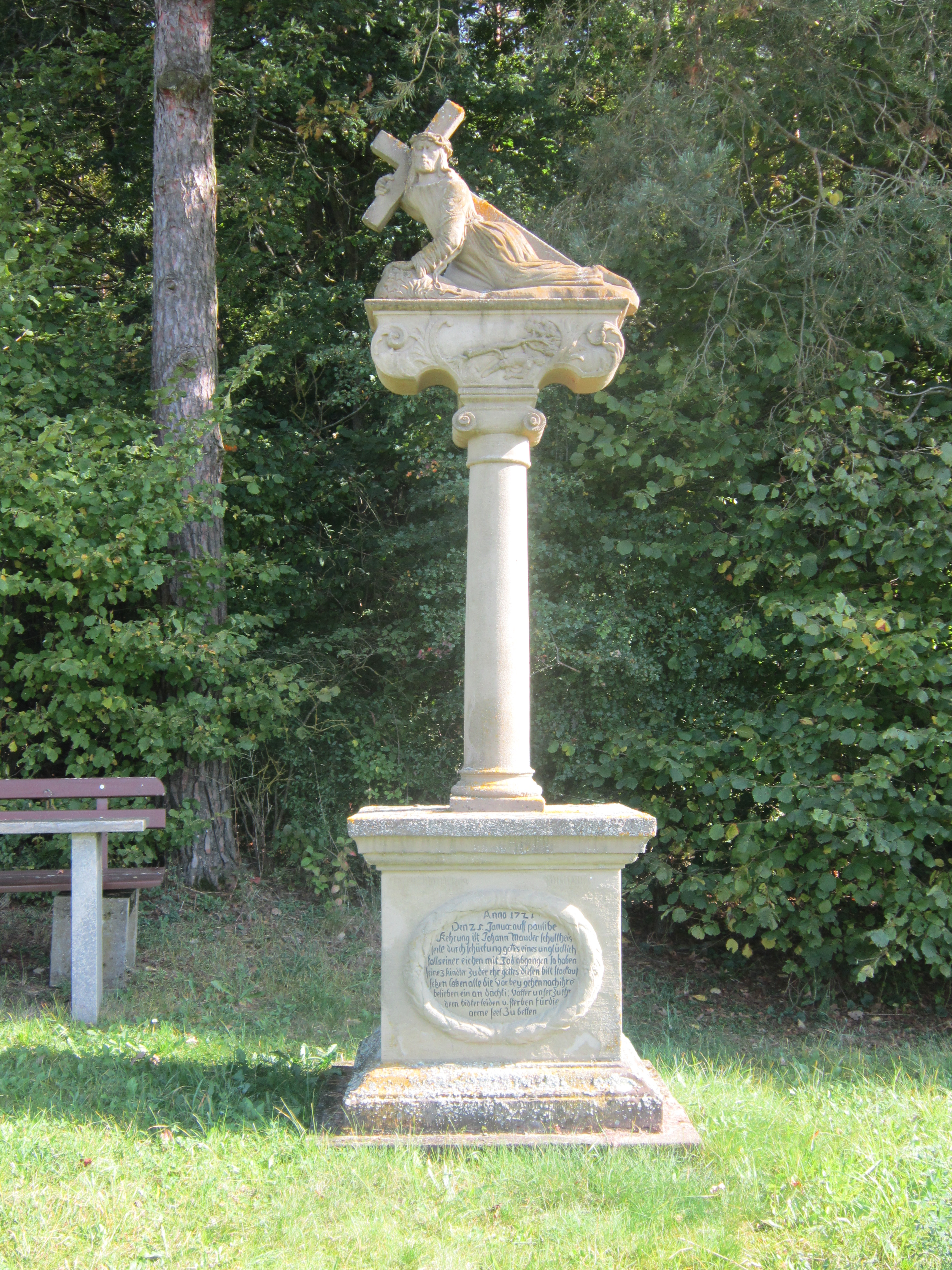
Kreuzschlepper in Erinnerung an Johann Mauder

Im Jahr 1703 wurde in der heutigen Ortsmitte das Reiterswiesener Rathaus errichtet. Das Entstehungsjahr lässt sich lediglich aus der über einem Eckständer eingeschnitzten Jahreszahl herleiten; urkundliche Nachweise fehlen. Ab diesem Jahr diente es auch als Schulgebäude. Im Jahr 1864 entstand hinter dem Rathaus ein eigenes Schulgebäude, die „große Schule“, die 1905 durch die „kleine Schule“ ersetzt wurde. Im Rathausgebäude von 1703 befindet sich heute die „Dorfstube“, ein dorfgeschichtliches Museum.
Am 27. Januar 1721 kam Schultheiß Johann Mauder zu Tode, als er, so der Sterbematrikel, eine Eiche spaltete und sich dabei Verletzungen nahe dem Intimbereich zuzog. Ein Kreuzschlepper am heutigen Ortsausgang von Reiterswiesen erinnert an den ehemaligen Bürgermeister des Ortes.
In einem Dorfplan von 1741 stellte sich Reiterswiesen noch als ein Straßendorf mit geringen Ausbuchtungen dar und bestand aus den Teilen Hüßles, Mitteldorf und Oberndorf. In einer gewissen Entfernung von der Reiterswiesener Durchfahrtsstraße, der heutigen Kissinger Straße, befand sich, vom Standort der heutigen St.-Laurentius-Kirche ausgehend, eine kleine Häusergruppe namens Beglawe (Bodenlauben). Entgegen der lange vorherrschenden Meinung, es gebe seit dem Jahr 1820 einen eigenen Friedhof für Reiterswiesen, gab es diesen wahrscheinlich bereits vorher: So berichtet die Reiterswiesener Totenmatrikel von zwei Beerdigungen im Jahr 1623. Für 1741 wird in der Reiterswiesener Messungstabelle ein Kirchhof in der Flurstraße 8 erwähnt. Möglicherweise entstand im Zuge des Kirchenneubaus durch Fürstbischof Julius Echter von Mespelbrunn im Jahr 1608 auch ein neuer Friedhof.

### Bayerisches Königreich
Der im Besitz des Hochstifts Würzburg befindliche Ort ging in den Jahren 1802/03 an Bayern über.
Nachdem sich Reiterswiesen und Arnshausen mehrfach (am 12. August 1643, am 28. November 1652 und am 28. September 1664) beschwerten, dass es keinen Kaplan in Kissingen gab und daher keine Gottesdienste in den beiden Dörfern stattfanden, wurde im Juni 1665 per geistlichem Ratsprotokoll festgelegt, dass auch weiterhin ein Kissinger Kaplan Gottesdienste in Reiterswiesen und Arnshausen abzuhalten habe. Doch noch 1719 mussten beide Orte die geistliche Kanzlei und auch den Bischof an diesen Erlass erinnern. Im Jahre 1745 schließlich wurde Arnshausen selbstständige Pfarrei. Am 24. April 1759 wurde auf Anweisung des bischöflichen Ordinariats in Reiterswiesen eine eigene Kaplanei eingerichtet; das dafür nötige Kapital stammte aus dem Erbe der Reiterswiesener Brüder Peter und Hans Sieber über einen Betrag von 1.200 Gulden. Die erforderliche Urkunde wurde erst 1767 ausgestellt und tauchte, nachdem sie verloren ging, im Jahre 1769 in der geistlichen Amtskanzlei wieder auf. Auf die praktische Umsetzung des Beschlusses des Fürstbischofs hatte dies aber keine negativen Auswirkungen.
Dem Einmarsch französischer Revolutionstruppen unter General François-Joseph Lefebvre im Rahmen des Ersten Koalitionskrieges fielen in Reiterswiesen drei Wohnhäuser mit Nebengebäuden durch Brandlegung zum Opfer; es handelte sich hierbei um das Anwesen des Schultheissen Weisensehl. Eine Gruppe von Bauern schloss sich, auch unter Reiterswiesener Beteiligung, zusammen und schlug die französischen Soldaten in die Flucht. Zwei Männer aus Reiterswiesen (ein Schneider und ein Polizeidiener) nahmen am napoleonischen Feldzug gegen Russland (1812) teil; sie und ein weiterer Reiterswiesener (ein Tagelöhner) kämpften wenige Jahre später (1814/1815) in den Befreiungskriegen gegen Napoleon. Alle drei bekamen auf Grund eines Beschlusses der kgl.-bay. Regierung von 1864 eine Unterstützung als Veteranen.
Im Jahr 1831 kam über den Balkan, Russland und Polen eine Cholera-Epidemie nach Deutschland, nachdem das preußische Militär durch Verriegelung der Ostgrenze vergeblich versucht hatte, eine Übertragung des Krankheitserregers auf deutsches Gebiet zu verhindern. Auf Anweisung des Landgerichts Euerdorf vom 9. Oktober 1831 wurde in Reiterswiesen eine Schutzkommission eingerichtet. In diesem Zusammenhang wurden u. a. Maßnahmen zur Aufklärung der Bevölkerung sowie Lebensmittelkontrolle getroffen. Nach dem Ausbleiben weiterer Neuerkrankungen konnte die Schutzkommission ihre Tätigkeit im Februar 1833 einstellen.

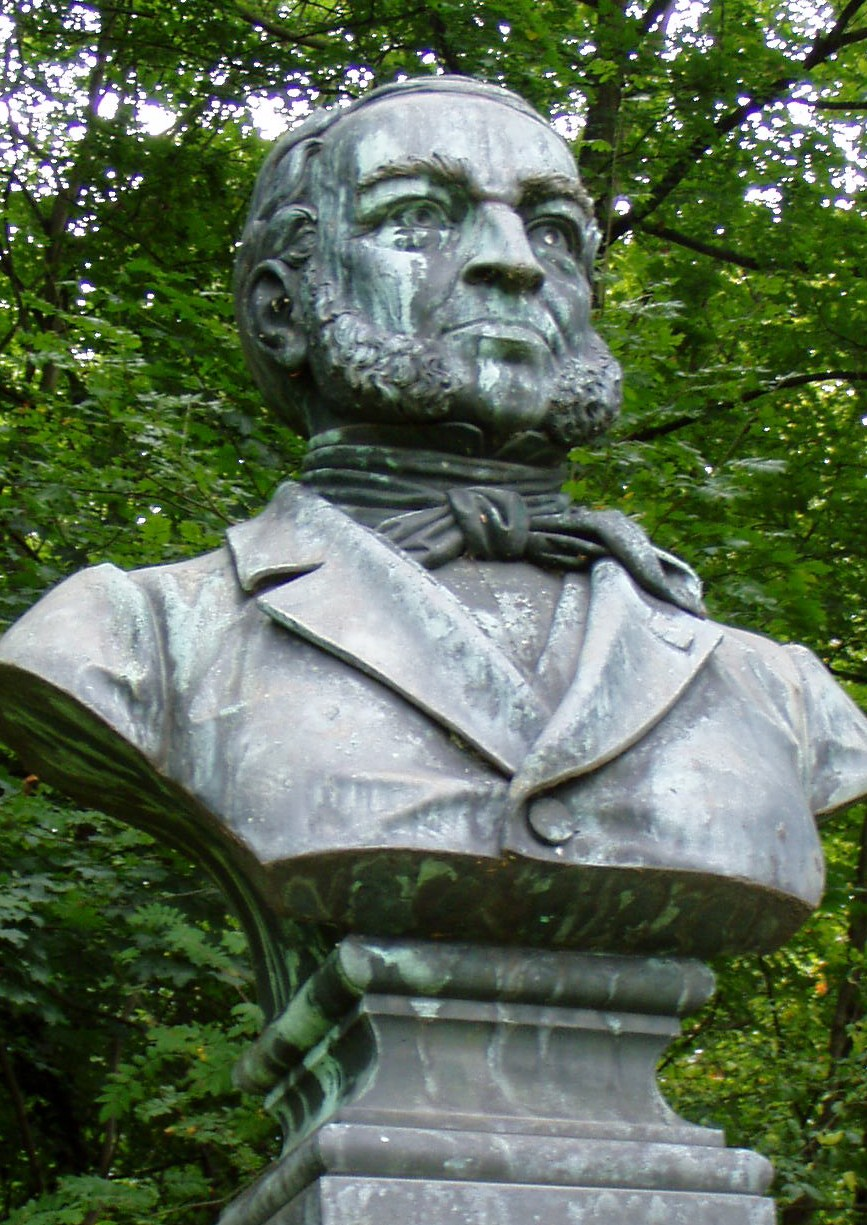
Büste von Franz Anton von Balling am Ballinghain

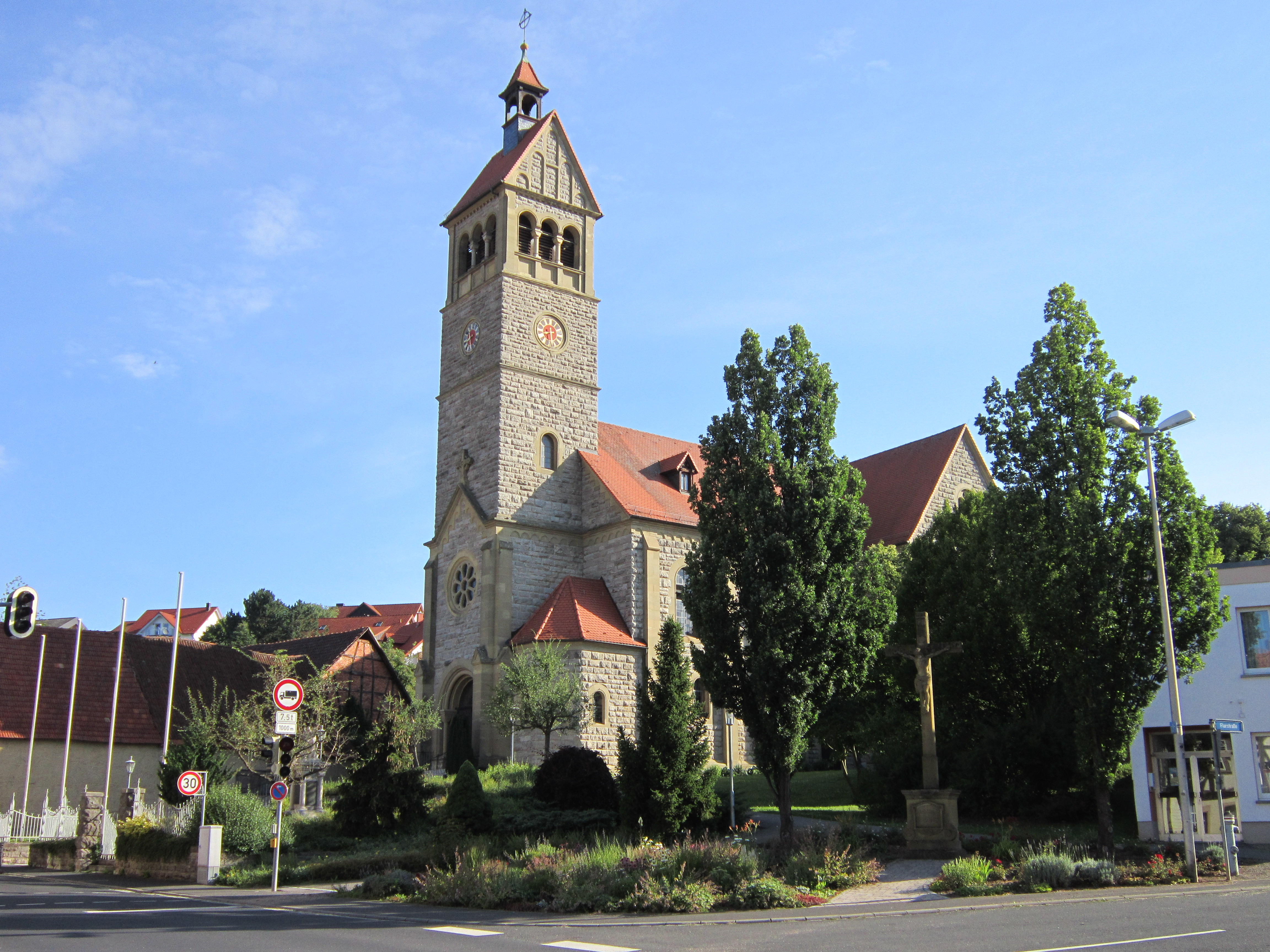
Die St.-Laurentius-Kirche

In den 1840er und 1850er Jahren entstand unter Badearzt Franz Anton von Balling die nach dem Mediziner benannte Parkanlage Ballinghain. Durch Bebauung sind von Ballings ursprünglicher Konzeption nur noch Reste vorhanden.
Am 5. August 1862 ordnete das Königliche Bezirksamt Kissingen den Bau einer Verbindungsstraße zwischen Reiterswiesen und dem Nachbarort Rottershausen (diese führt heute zur „Schwarzen Pfütze“ und auf die B19) durch Reiterswiesener Frohndepflichtige. Distriktwegemacher Müller beabsichtigte, den bereits vorhandenen, aber nicht mehr benutzbaren Feldweg zwischen beiden Orten zu chaussieren. Maurermeister Georg Fuß versprach sich, den Auftrag zu bekommen, doch wurde sein – bereits einmal herabgesetzter – Kostenvoranschlag von 389 Gulden und 17 Kreutzern von einem Konkurrenten um 11 Gulden unterboten. Trotz einer eindringlichen Mahnung des Bezirksamtes vom 20. Oktober 1862 kam es zu Verzögerungen, da nicht jeder Grundbesitzer im Baugebiet sein Land verkaufen wollte; zusätzlich bestanden Meinungsverschiedenheiten zwischen der Gemeinde und dem Bezirksamt in Bezug auf die nötigen Kanalanlagen. Nach gewissen Fortschritten im Oktober 1864 wurden die Reiterswiesener in der Folgezeit – unter mehrfachen Ermahnungen des Bezirksamtes –, u. a. durch den notwendigen Einsatz der Frohndepflichtigen bei der Ernte, von den Bauarbeiten abgehalten; zu weiteren Verzögerungen kam es im Jahr 1866 durch den „Deutschen Krieg“.
Anlässlich des „Deutschen Krieges“ hatte Reiterswiesen auf Anweisung des Kgl. Amtsgerichtes vom 12. Juni 1866 bayerischen Soldaten Quartier zu bieten. Als der Arnshäusener Vorsteher Werner eine für Arnshausen bestimmte Abteilung des 1. Ulanregiments in Reiterswiesen untergebracht wissen wollte, legte Reiterswiesens Vorsteher Georg Kiesel erfolgreich Widerspruch beim königlichen Bezirksamt ein. Kampfhandlungen in Reiterswiesen, während derer die Preußen den Burgberg besetzten, führten zur Flucht einiger Reiterswiesener aus dem Dorf; zu Schäden in Reiterswiesen selbst kam es nicht. Nach dem Sieg der Preußen musste die Gemeinde Reiterswiesen dessen Soldaten mit Lebensmitteln versorgen. Die preußische Forderung nach fünf mit Pferden oder Ochsen bespannten Leiterwagen führte zum Widerstand der Reiterswiesener Bauern, die ihre Wagen versteckten, wogegen das Kgl.-Bayer. Bezirksamt energisch vorging. Bis 1868 kam es zu langwierigen Verhandlungen zwischen der Gemeindeverwaltung Reiterswiesen und dem Kgl. Bezirksamt um Kriegsentschädigungen.
Möglicherweise entstanden durch Kriegsmaschinerie auch Schäden an der im Bau befindlichen Verbindungsstraße zwischen Reiterswiesen und Rottershausen. In der Folgezeit sah sich das Bezirksamt veranlasst, der Gemeinde mit Disziplinarstrafen und Geldbußen zu drohen. Die Gemeinde brachte in den nächsten Jahren gegen die Ermahnungen des Bezirksamtes, dass die Reiterswiesener Frohndearbeiter mit ihren Arbeiten im Verzug seien, dringende Erntearbeiten und schlechte Witterung im Winter als Erklärung hervor. Nach weiteren Langwierigkeiten waren die Bauarbeiten schließlich im Jahr 1868 beendet. Zu weiteren Verzögerungen kam es jedoch, als, u. a. wegen möglicher Wasserschäden bei starkem Regenwetter, vereinzelte Änderungen im Streckenverlauf der Straße erforderlich wurden. Nach Vermessungen durch einen Experten des Bezirksamtes sowie nötigen Neuverhandlungen mit den Ackerflächenbesitzern im Baugebiet fand schließlich die Einweihung des Straßenneubaus statt. Deren genaues Datum ist unbekannt; sie fand aber Ende 1874 oder Anfang 1875 statt.
Im Krieg von 1870/71 kämpften 16 Reiterswiesener auf dem Schlachtfeld; einer von ihnen fiel.
Da die bisherige, dem Heiligen Laurentius von Rom geweihte Kirche zu klein für die wachsende Bevölkerung Reiterswiesen geworden war, begannen am 5. September 1898 die Bauarbeiten zu einer neuen St.-Laurentius-Kirche; diese wurde am 19. Juni 1900 geweiht. Im Jahr 1902 wurde die alte St.-Laurentius-Kirche abgerissen.

### Erster und Zweiter Weltkrieg

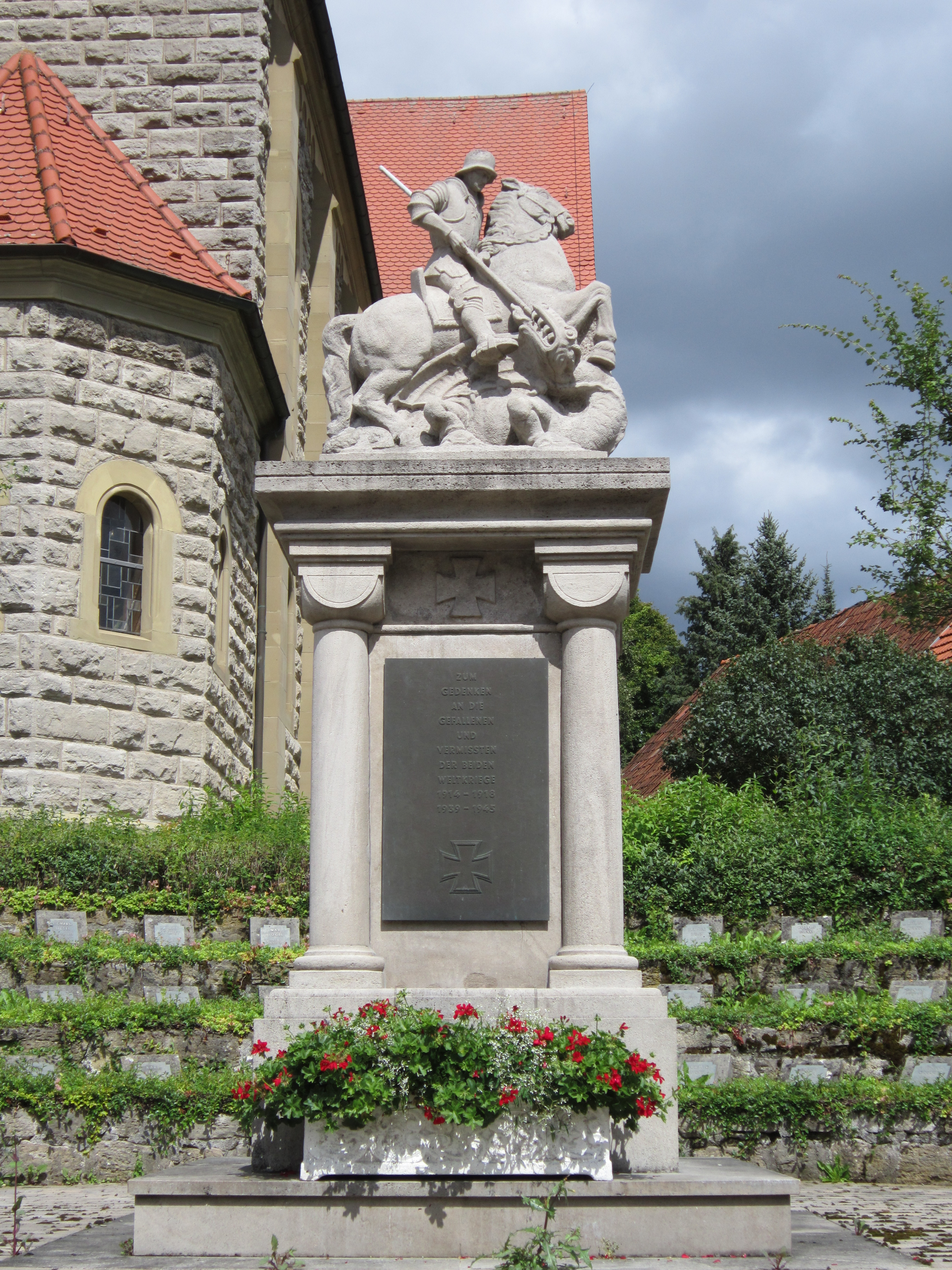
Kriegerdenkmal

Der Erste Weltkrieg verursachte keine direkten Schäden in Reiterswiesen. 155 Reiterswiesener zogen in den Krieg; von ihnen starben 31. Ein im Jahr 1928 vor der St.Laurentiuskirche errichtetes Denkmal, das den Drachentöter St.Georg darstellt, soll an die Reiterswiesener erinnern, die bis dahin als Gefallene oder Vermisste Kriegsopfer wurden.
Die einzigen Auswirkungen auf Reiterswiesen durch Kampfhandlungen während des Zweiten Weltkrieges waren zum einen die Sprengung des Munitionsdepots bei Rottershausen, die in Reiterswiesen Fensterscheiben bersten ließ, und zum anderen Gefechte an der östlichen Waldgrenze, während derer zwei deutsche Soldaten fielen. Nach Kriegsende hatte Reiterswiesen 72 Fälle von Gefallenen und Vermissten zu verzeichnen.

### Reiterswiesen nach 1945
Im Jahr 1954 wurde in Reiterswiesen ein neues Schulgebäude errichtet, da die Ausstattung der bisherigen Schule, der sogenannten „kleinen Schule“ (von 1905), in der Arnshäusener Straße nicht mehr zeitgemäß war. Das Gebäude der „kleinen Schule“ wurde zu Wohnzwecken umfunktioniert. Im Jahr 1969 wurden die Schulen von Arnshausen, Garitz und Reiterswiesen unter dem Namen Henneberg-Volksschule Bad Kissingen-Garitz vereint.
Am 1. Juli 1972 wurde Reiterswiesen im Zuge der Gemeindegebietsreform ein Stadtteil von Bad Kissingen. Auf Anraten des Reiterswiesener Gemeinderates Peter Deeg lehnte der Ort eine Eingemeindung nach Bad Kissingen ab. Deeg änderte jedoch seine Meinung, als ihn Werner Eberth, als Staatsbeauftragter zur Bildung des neuen Landkreises zuständig für die Gebietsreform, von den Vorteilen überzeugen konnte. Der Reiterswiesener Gemeinderat sprach sich schließlich mit 8:3 Stimmen für die Eingliederung aus. Die Bürgerbefragung ergab bei einer Beteiligung von 61 % eine Zustimmung zur Eingemeindung zu Bad Kissingen von 59 %. Nach rückblickender Aussage des damaligen Gemeinderates Vinzenz Kiesel war die Eingliederung für Reiterswiesen von Vorteil, was sich zum Beispiel in einer besseren Durchführung von Müllabfuhr und Kanalreinigung durch die Stadt Bad Kissingen sowie durch eine kostenlose Instandhaltung der Feldwege äußert.
1984 wurde zur Geschichtspflege der Heimatverein gegründet, der auch das auf der Burgruine Botenlauben stattfindende Burgfest ausrichtet. Zu seinem 25-jährigen Jubiläum im Jahr 2009 gab der Verein eine Vereinschronik heraus sowie ein Reiterswiesener Lesebuch „Von Linsenspitzern und Minnesängern...“ mit einer Auflage von 500 Exemplaren.
Von 1994 bis 2007 fand in Reiterswiesen das Musikfestival Umsonst & Draußen statt; seit 1999 ist der Stadtteil Austragungsort der jährlichen Offroad-Messe Abenteuer & Allrad.

### Bevölkerungsentwicklung
| Jahr       | Einwohnerzahl | Anmerkung                                                       |
| ---------- | ------------- | --------------------------------------------------------------- |
| 1474       | etwa 140      |                                                                 |
| 1570       | etwa 250      |                                                                 |
| 1627       | etwa 330      |                                                                 |
| 1700       | etwa 300      |                                                                 |
| 1832       | 341           |                                                                 |
| 1855       | 370           |                                                                 |
| 1871       | 417           |                                                                 |
| 1880       | 474           | Acht Familien mit 35 Personen leben auf dem Weiler Bodenlauben. |
| 1885       | 511           | Neun Familien mit 56 Personen leben auf dem Weiler Bodenlauben. |
| 1890       | 485           |                                                                 |
| 1916       | 639           |                                                                 |
| 1917       | 647           |                                                                 |
| 1919       | 790           |                                                                 |
| 1934       | 847           |                                                                 |
| 1935       | 860           |                                                                 |
| 1939       | 919           |                                                                 |
| 1946       | 1162          |                                                                 |
| 1950       | 1191          |                                                                 |
| 1960       | 1184          |                                                                 |
| 06.06.1961 | 1184          | Volkszählungsergebnis                                           |
| 1967       | 1435          |                                                                 |
| 27.05.1970 | 1474          | Volkszählungsergebnis                                           |
| 1972       | 1649          |                                                                 |
| 1981       | 1974          |                                                                 |
| 1983       | 2068          |                                                                 |
| 01.01.2014 | 2098          | [ 80 ]                                                          |
| 01.01.2021 | 1993          | [ 81 ]                                                          |
| 30.06.2023 | 2067          | [ 82 ]                                                          |

## Bauwerke und Anlagen

### Burgruine Bodenlauben

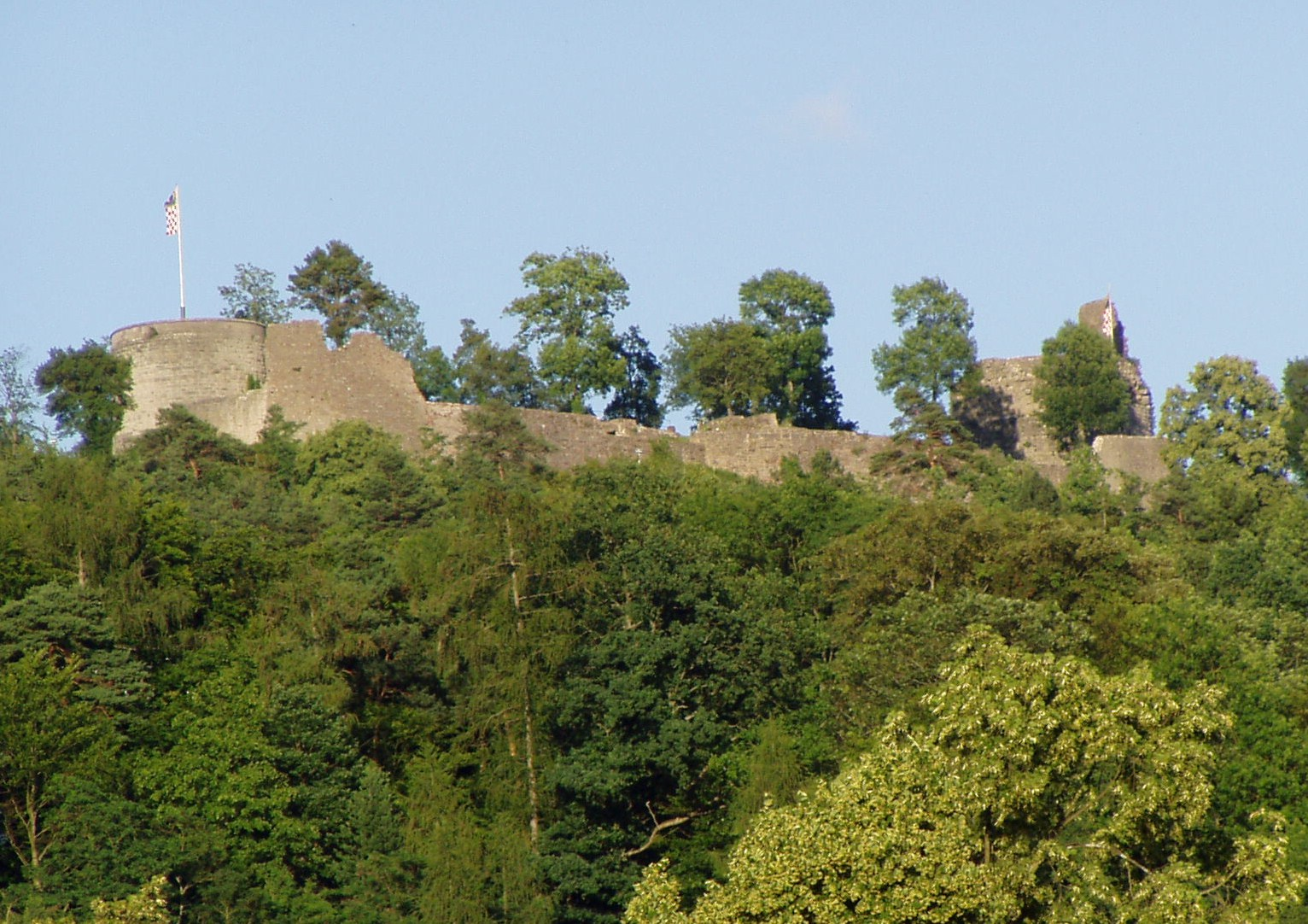
Burgruine Botenlauben

Die in Reiterswiesen gelegene, über der Stadt Bad Kissingen thronende Burgruine Botenlauben entstand im 12. Jahrhundert. Im Jahr 1220 ließ sich der Henneberger Otto von Botenlauben mit seiner Gattin Beatrix de Courtenay hier nieder; beide verkauften jedoch 1242 die Burg und zogen nach Würzburg. Im Lauf der folgenden Jahrhunderte wurde die Burg an Adelige belehnt (bis ins 19. Jahrhundert).
Durch die Verwüstungen während des Bauernaufstandes von 1525 wurde die Anlage zur Ruine. Nach ihrer Nutzung als Steinbruch begann man im 19. Jahrhundert unter einem einsetzenden Interesse für Geschichte, die Substanz der Anlage zu bewahren. Seit 1984 veranstaltet der im gleichen Jahr gegründete Heimatverein Reiterswiesen das im September auf der Botenlaube stattfindende Burgfest.

### Ballinghain
In den 40er und 50er Jahren des 19. Jahrhunderts begann der auch an Gartenbau interessierte Badearzt Franz Anton von Balling mit der Anlage des Ballinghains, eines großen Parks, der vom Bad Kissinger Bahnhof bis nach Reiterswiesen reichte. Seine Erben verkauften das Gelände im Jahr 1889 an die Stadt Bad Kissingen, die es in der Folgezeit umgestalten ließ.
Der Ballinghain ist nicht mehr in seiner ursprünglichen Form erhalten; inzwischen wurden innerhalb der Parkanlage die Bad Kissinger Umgehungsstraße und das St.-Elisabeth-Krankenhaus gebaut.
Die Hübner-Bank wurde im Jahr 1899 von Ernst Hübner aus Halle (Saale) gestiftet, womit dieser sich für die nach seinen 25 Kuraufenthalten in Bad Kissingen verliehene Ehrenbürgerwürde bedanken wollte (siehe auch Liste der Ehrenbürger von Bad Kissingen). Die Siechen-Bank wurde im Jahr 1900 vom Privatier Franz Siechen gestiftet, der als 25facher Kurgast ebenfalls Ehrenbürger von Bad Kissingen wurde und die Instandhaltung des Ballinghains förderte.

### St.Laurentius-Kirche

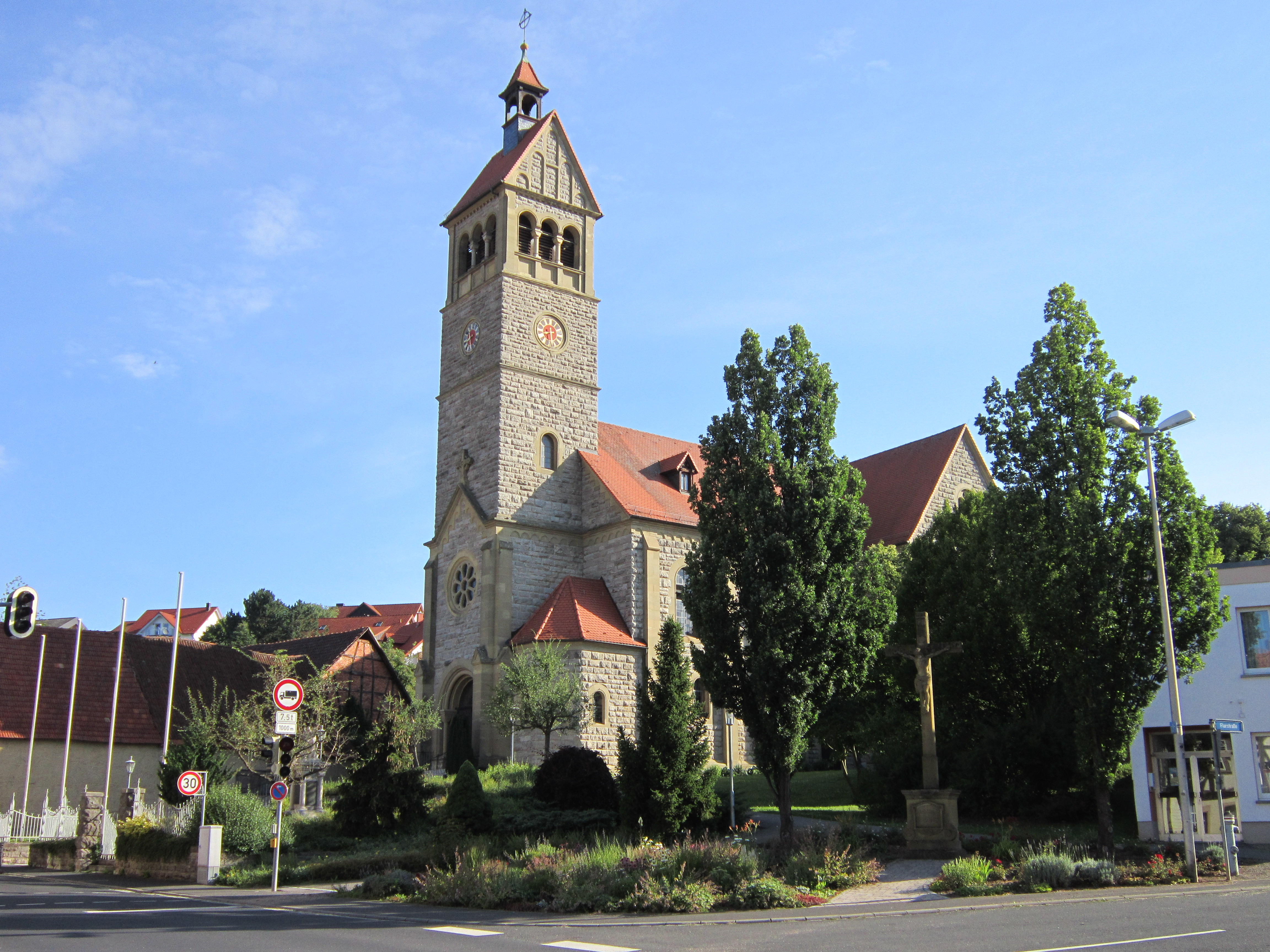
Die St. Laurentius-Kirche

Die heutige St. Laurentius-Kirche wurde im Jahr 1900 eingeweiht.
Bereits im 16. Jahrhundert existierte in Reiterswiesen eine St.Laurentius-Kirche, die im Jahr 1607/08, da sie zu klein geworden war, durch eine von Fürstbischof Julius Echter von Mespelbrunn errichtete, ebenfalls dem Heiligen Laurentius von Rom geweihte Kirche ersetzt wurde. Von der Ausstattung dieser Kirche sind die Statue des „Auferstandenen“, die Monstranz sowie das von Bildhauer Michael Arnold geschaffene Altarbild noch heute erhalten beziehungsweise in Gebrauch.
Nachdem die bisherige St.-Laurentius-Kirche zu klein geworden war, begann im Jahr 1877 ein Kirchenbaufonds, der bis zum 18. Dezember 1896 auf 23.103 Mark angewachsen war. Daraufhin begannen am 5. September 1898 die Bauarbeiten für die heutige St.Laurentius-Kirche nach Entwürfen des Architekten Carl Krampf. Die Einweihung erfolgte am 19. Juni 1900.
Im Jahr 1928 entstand vor der Kirche ein den Drachentöter St.Georg darstellendes Kriegerdenkmal zum Andenken an die Reiterswiesener Opfer (Gefallene und Vermisste) des Ersten Weltkrieges.
Von 1981 bis 1984 erfolgte eine umfangreiche Innen- und Außenrenovierung der Kirche.

### Elisabeth-Kapelle
Im Jahr 1984 beschloss der Reiterswiesener Heimatverein, ein »sichtbares Zeichen« zur Erinnerung an das erfolgreiche, im gleichen Jahr begangene 750-jährige Ortsjubiläum zu errichten. Vereinsmitglied Franz Laudenbach hatte mit seinem Vorschlag zur Errichtung der Elisabethkapelle zu Ehren von Otto von Botenlaubens Cousine, der Hl. Elisabeth von Thüringen, Erfolg. Bildhauer Rüstler fertigte für die Kapelle eine Nachbildung von Tilman Riemenschneiders Elisabeth-Darstellung aus der Münnerstädter Magdalenen-Kirche an.
Nach Auswahl eines Grundstückes am Stöckes fand am 15. Mai 1986 der erste Spatenstich statt. Die Kapelle, deren Bau von mehreren Firmen aus Bad Kissingen und Umgebung unterstützt wurde, konnte am 24. Mai 1987 eingeweiht werden.
Im Jahr 2007 wurde die Kapelle renoviert; im gleichen Jahr fand hier aus Anlass des 800. Todestag der Heiligen Elisabeth ein Fest statt.

## Vereinsleben

### Freiwillige Feuerwehr
Die Freiwillige Feuerwehr von Reiterswiesen wurde an Christi Himmelfahrt 1879 gegründet. Sie ist eine kommunale Einrichtung; die erforderlichen Geräte und Ausrüstungen werden von der Stadt aus dem öffentlichen haushalt finanziert.

### Soldatenkameradschaft
Der Reiterswiesener Veteranen- und Kampfgenossen-Verein wurde im Jahr 1882 gegründet und bestand zunächst aus 22 Kameraden. Bereits zu dieser Zeit gab es im Verein eine Vereinsfahne und eine Sterbekasse. Ein Plan des Vereins aus dem Jahr 1903, ein Denkmal für die gefallenen Kameraden zu errichten, konnte erst im Jahr 1928 mit dem Gefallenendenkmal vor der St.-Laurentius-Kirche verwirklicht werden. Nach dem Zweiten Weltkrieg fand am 12. Juni 1955 mit insgesamt 21 Mitgliedern eine Neugründung des Vereins unter dem Namen Kriegerkameradschaft Reiterswiesen statt. Im Jahr 1964 erfolgte eine Umbenennung in Krieger- und Soldatenkameradschaft Reiterswiesen, sodass auch Soldaten und Reservisten der Bundeswehr dem Verein beitreten konnten. Am 1. Dezember 1967 schloss sich der Verein der Dachorganisation des DSKB in Bayern an. Aus Anlass des 100-jährigen Stiftungsfestes wurde im Jahr 1982 die von 1925 stammende Fahne restauriert und neu eingeweiht.

### Turn- und Sportverein 1898 Reiterswiesen
AM 12. Juli 1898 wurde der Turnverein von 36 Gründungsmitgliedern ins Leben gerufen. Während des Ersten Weltkrieges ruhten die Vereinsaktivitäten, wurden aber nach Kriegsende am 10. Januar 1919 wieder aufgenommen. Im Jahr 1933 schloss sich der Turnverein mit dem Fußballclub Franconia unter dem neuen Namen Turn- und Sportverein 1898 Reiterswiesen e. V. zusammen. Auch während des Zweiten Weltkrieges mussten die Vereinsaktivitäten ruhen. Im Jahr 1946 wurde der Verein neu gegründet. Im Jahr 1948 wurde die vereinseigene Turnhalle, im Jahr 1950 der vereinseigene Sportplatz nahe der Burgruine Botenlauben eingeweiht. Im Jahr 1973 war die Erweiterung der Turnhalle fertiggestellt. Ein Schwerpunkt der Vereinsaktivitäten ist die Jugendarbeit.

### Gesangverein Reiterswiesen
Der Gesangverein Reiterswiesen wurde im Jahr 1906 von 17 Reiterswiesenern gegründet. Im Jahr 1926 wurden Pläne ins Auge gefasst, den bisher reinen Männerchor zu einem gemischten Chor zu erweitern, jedoch nicht umgesetzt. Im Jahr 1984 nahm der Gesangverein erfolgreich an den Feierlichkeiten zur 750-Jahr-Feier der Ersterwähnung Reiterswiesens teil.

### Obst- und Gartenbauverein Reiterswiesen
Der Obst- und Gartenbauverein Reiterswiesen entstand im Jahr 1906. Unterricht der Jugend, Obstbau, Bienenzucht und Baumveredelungen wurden zu Inhalten des Vereins. Besonders um den Verein verdient machte sich Hauptlehrer Franz Baumeister. Im Jahr 1959 fand eine größere Obstausstellung statt, die aber bei der Durchführung der Flurbereinigung auch kein Interesse an einer Gemeinschaftsobstanlage wecken konnte. Auf einer Versammlung im Jahr 1979 wurden zwecks Wiederbelebung des Vereins neue Vereinsziele vorgestellt: Man wollte sich nun verstärkt der Ortsverschönerung widmen sowie Gartenkultur und Geselligkeit fördern.

### Schützenverein Edelweiß Reiterswiesen
Der Schützenverein entstand am 11. Dezember 1910 durch 14 Gründungsmitglieder. Von 1945 bis 1952 war er von den Alliierten verboten. Am 6. September 1952 durfte er unter denselben Bedingungen wie bei der Gründung seine Tätigkeit fortsetzen. Seit seinem Bestehen wechselte der Verein mit dem Gasthaus zur Linde, dem Gasthaus zur Krone und dem Gasthaus zur Eintracht mehrfach das Schießlokal. Im Jahr 1972 wurde der Bau eines eigenen Schützenhauses in Angriff genommen, das schließlich im Jahr 1977 bezogen werden konnte. Der Schützenverein ist an den Bayerischen Sportschützenbund angeschlossen.

### SPD-Distrikt Reiterswiesen
Die Tradition der SPD in Reiterswiesen lässt sich nur schwer rekonstruieren, da viele Unterlagen während der NS-Herrschaft vernichtet wurden. Jedoch muss bereits im Jahr 1930 ein SPD-Ortsverein Reiterswiesen bestanden haben. So lud der Fränkische Volksfreund, Würzburg, am 10. Oktober 1930 „die werten Genossen“ für Sonntag, den 19. Oktober 1930, zu einer Stimmkreiskonferenz nach Bad Kissingen ein, wobei auch vom Ortsverein Reiterswiesen die Rede ist. Doch lässt sich schon vorher eine SPD-Tradition in Reiterswiesen vermuten, da der ursprünglich aus Rottershausen stammende Reiterswiesener Ludwig Wetterich seit 1906 in Bad Kissingen für die SPD aktiv war. Ferner konnte im Jahr 1977 der Reiterswiesener Heinrich Schäfer 50-jährige SPD-Zugehörigkeit feiern. Die Neugründung der Reiterswiesener SPD nach dem Zweiten Weltkrieg fand im Jahr 1970 statt. Im Zusammenhang mit der Gemeindegebietsreform im Jahr 1972 schlossen sich die Ortsvereine Bad Kissingen, Garitz, Hausen, Winkels und Reiterswiesen zum SPD-Ortsverein Bad Kissingen zusammen. Jedoch entstanden sozusagen als Zweigstellen in den einzelnen Stadtteilen und damit auch in Reiterswiesen die sogenannten „Distrikte“. Mit Norbert Paulus stellte der SPD-Distrikt Reiterswiesen im Jahr 1978 seinen ersten Stadtrat.

### Pfarrgemeinderat Reiterswiesen
Schon Jahre vor den ersten Pfarrgemeinderatswahlen waren in Reiterswiesen Laien an aktiver Mitarbeit in der Kirche interessiert. So gründete der damalige Kaplan P. Frank MSC am 13. Juli 1965 mit 15 Gemeindemitgliedern einen Pfarrausschuss. Erste Aktivitäten galten dem Bau des Jugendheimes und der Gebietsmission im Jahr 1965. Die erste Pfarrgemeinderatswahl im Jahr 1968 ergab eine Wahlbeteiligung von 60 %. Zu den folgenden, denen sich der Pfarrgemeinderat widmete, gehörten die Organisation der Caritas-Haussammlungen, die Gestaltung von Pfarrfamilienabenden und die Veranstaltung von Erwachsenenseminaren. Weitere Schwerpunkte waren die Jugend- und die Seniorenarbeit.

### CSU-Ortsverband Reiterswiesen
Mitte der 1960er Jahre zeichneten sich in Bayern mit der Gemeindegebietsreform und der Landkreisreform wichtige kommunalpolitische Veränderungen ab. Aus diesem Anlass gründeten 18 von 24 Gründungsmitgliedern am 27. November 1965 im alten Gasthaus Simon den CSU-Ortsverband Reiterswiesen. Schon bald entwickelte sich eine rege politische Veranstaltungstätigkeit mit kommunalpolitischen Themen als Schwerpunkt. Prägend wurde die elfjährige Amtszeit des Ortsvorsitzenden Albert Verholen ab 1968. Ein wichtiges Thema jener Zeit wurde bei der Gemeindegebietsreform das Zusammenwachsen Reiterswiesens mit Bad Kissingen unter gleichzeitiger Bewahrung der kulturellen Identität des Ortes. Im Jahr 1979 begann man, sich auch geschichtlichen und heimatkundlichen Themen in Bezug auf Reiterswiesen zu widmen.

### 1. KV Fidelia Reiterswiesen
Die Gründungsversammlung des 1. Karnevalvereins Fidelia Reiterswiesen fand am 6. November 1970 um 20:30 Uhr im Gastraum der Turnhalle des TSV Reiterswiesen statt.

## Persönlichkeiten

### Bürgermeister
| Name                                                          | Amtszeit                 |
| ------------------------------------------------------------- | ------------------------ |
| Pauly Mezler (* ?; † 2. August 1627)                          | ? – ?                    |
| Hans Werner (* ?; † 26. März 1641)                            | 1638/1639                |
| Sebastian Bub (* 1618; † 2. März 1708)                        | 1666/1673/1681/1683/1690 |
| Andreas Sieber (* 1637; † 28. Juni 1723)                      | 1693/1694/1695           |
| Jodocus Bub (* 1655; † 22. Juni 1727)                         | 1703/1707                |
| Johannes Mauder (* 1657; † 25. Januar 1721)                   | 1718/1720/1721           |
| Johannes Georg Vogel (* 1687; † 13. Oktober 1757)             | 1721–1741                |
| Johannes Kießling (* 6. Oktober 1695; † 30. Mai 1765)         | 1743–1765                |
| Johannes Greubel (* 4. Januar 1736; † 24. November 1805)      | 1767–1787                |
| Johannes Adam Weisensehl (* ?; † 1. Januar 1797)              | 1787–1797                |
| Burcard Bischof (* 28. Oktober 1757; † 7. Januar 1814)        | 1798–1802                |
| Johann Georg Kiesel (* 13. Oktober 1768, † ?)                 | 1802–1821                |
| Matthäus Renninger (* 10. April 1778; † 6. Februar 1848)      | 1822–1841                |
| Johann Wolfgang Kiesel (* 28. Oktober 1797; † 6. März 1870)   | 1842–1848                |
| Georg Greubel (* 26. Januar 1798; † 7. März 1878)             | 1849–1860                |
| Georg Kiesel (* 12. April 1811; † 22. März 1874)              | 1861–1866                |
| Valentin Greubel (* 17. September 1824; † 22. April 1911)     | 1867–1881                |
| Sebastian Gregor Röder (* 18. Januar 1838; † 1. Februar 1905) | 1882–1887                |
| Josef Theodor Kiesel (* 26. Februar 1837; † 14. Juni 1912)    | 1888–1893                |
| Matthäus Röder (* 26. Mai 1840; † 17. Februar 1916)           | 1894–1905                |
| Christian Jakob Kiesel (* 22. Januar 1860; † 21. Juli 1936)   | 1906–1919                |
| Josef Michael Greubel (* 14. Januar 1861; † 30. April 1934)   | 1919–1923                |
| Nikolaus Christian Kiesel (* 24. September 1865, † ?)         | 1924–1929?               |
| Klemens Dietz (* 20. November 1881; † 10. September 1931)     | 1929–1930                |
| Karl Kuhn (* 20. Juni 1872; † 19. Juni 1951)                  | 1930–1933                |
| Max Reuß (* 13. Oktober 1884; † 13. Dezember 1947)            | 1933–1945                |
| Karl Renninger (* 5. Dezember 1895; † 28. Oktober 1962)       | 1945–1960                |
| Albin Kiesel (* 28. Mai 1910; † 10. September 1989)           | 1960–1972                |

### Pfarrer
| Name                       | Amtszeit  | Anmerkung                                                                |
| -------------------------- | --------- | ------------------------------------------------------------------------ |
| Diez                       | 1876      | aus Ramsthal                                                             |
| Vogl                       | 1881      | aus Aub                                                                  |
| Münch-Blumenkamp           |           |                                                                          |
| Rauert                     |           | aus Erfurt                                                               |
| Blum                       |           |                                                                          |
| Störlein                   | 1884      |                                                                          |
| Ruf                        |           |                                                                          |
| Lochner                    |           | aus Rottenbauer                                                          |
| Schmitt                    |           |                                                                          |
| Scheurich                  | 1891      |                                                                          |
| Meffert                    | 1892      |                                                                          |
| Glöggler                   |           |                                                                          |
| Meixner                    |           |                                                                          |
| Weingärtner                |           |                                                                          |
| Schnabel                   |           |                                                                          |
| Herre                      |           |                                                                          |
| Loder                      |           |                                                                          |
| Haten                      |           |                                                                          |
| Staab                      | 1899–1901 |                                                                          |
| Baunach                    |           |                                                                          |
| Dr. Paulus                 |           |                                                                          |
| Pfister                    |           |                                                                          |
| Glöckner                   |           |                                                                          |
| Dr. Gottfried Eder         | 1915      |                                                                          |
| Alfred Weigand             |           |                                                                          |
| Schugmann                  | 1916      |                                                                          |
| Konrad Nunn                |           | † 14. November 1918; in Reiterswiesen bestattet                          |
| Georg Schneider            |           |                                                                          |
| Giebfried                  |           |                                                                          |
| P. Bender                  | 1922–1924 | ab 1922 wurde Reiterswiesen von Patres der Herz-Jesu-Missionare betreut. |
| P. Emil Huß                | 1924–1929 | ab 1922 wurde Reiterswiesen von Patres der Herz-Jesu-Missionare betreut. |
| P. Pawlitschko             | 1929–1930 | ab 1922 wurde Reiterswiesen von Patres der Herz-Jesu-Missionare betreut. |
| P. Ankenbrand              | 1930–1934 | ab 1922 wurde Reiterswiesen von Patres der Herz-Jesu-Missionare betreut. |
| P. Denner                  | 1939–1949 | ab 1922 wurde Reiterswiesen von Patres der Herz-Jesu-Missionare betreut. |
| P. Sperl                   | 1949–1952 | ab 1922 wurde Reiterswiesen von Patres der Herz-Jesu-Missionare betreut. |
| P. Frank                   | 1952–1953 | ab 1922 wurde Reiterswiesen von Patres der Herz-Jesu-Missionare betreut. |
| P. Breit                   | 1953      | ab 1922 wurde Reiterswiesen von Patres der Herz-Jesu-Missionare betreut. |
| P. A. Krottenthaler        | 1953–1954 | ab 1922 wurde Reiterswiesen von Patres der Herz-Jesu-Missionare betreut. |
| P. Dr. Dr. Wagner          | 1954–1958 | ab 1922 wurde Reiterswiesen von Patres der Herz-Jesu-Missionare betreut. |
| P. Meindl                  | 1958–1961 | ab 1922 wurde Reiterswiesen von Patres der Herz-Jesu-Missionare betreut. |
| P. Pell                    | 1961–1963 | ab 1922 wurde Reiterswiesen von Patres der Herz-Jesu-Missionare betreut. |
| P. Besel                   | 1963–1964 | ab 1922 wurde Reiterswiesen von Patres der Herz-Jesu-Missionare betreut. |
| P. Frank                   | 1964–1971 | ab 1922 wurde Reiterswiesen von Patres der Herz-Jesu-Missionare betreut. |
| P. Scharinger              | 1971–1972 | ab 1922 wurde Reiterswiesen von Patres der Herz-Jesu-Missionare betreut. |
| P. Drößmar                 | 1972–1978 | ab 1922 wurde Reiterswiesen von Patres der Herz-Jesu-Missionare betreut. |
| Pfarrer Wilhelm Zirkelbach | 1978      |                                                                          |
| Pfarrer Hofmann            | 1978–1980 |                                                                          |
| Pfarrer Wilhelm Zirkelbach | 1980      |                                                                          |
| Pfarrer Hugo Seufert       | 1980–1991 |                                                                          |
| Pfarrer Heinrich Mitka     | 1991–2006 |                                                                          |
|                            |           |                                                                          |

### Söhne und Töchter des Ortes
- Jean-Georges Sieber (1738–1822), deutsch-französischer Musiker, Komponist und Musikverleger
- Wilhelm Albert (1890–1981), Pädagoge
- Robert Kiesel (* 1951), CSU-Politiker und Abgeordneter des Bayerischen Landtags.